# GPON
GPON est l'acronyme de gigabit-capable passive optical network. Cette technique est utilisée dans le domaine des réseaux de transmission de données et des réseaux d'accès à Internet à très haut débit.
GPON désigne une architecture de réseau métropolitain passif sur fibre optique et la pile de protocoles de bas niveau associés (OSI 1 et 2), normalisée par l'ITU-T sous les références G.984.x. Le GPON trouve son intérêt lorsqu'il y a des flux importants et indépendants destinés à plusieurs abonnés, tels que la diffusion TV à la demande (VoD), la vidéo sur IP (IPTV) ou les accès à Internet à très haut débit.
Le standard GPON succède en 2003 / 2004 au BPON (Broadband PON, normes ITU G.983.x) ; il permet d'atteindre des débits utiles crêtes proches de 1 Gbit/s dans chaque sens de transmission.
Pour des raisons de performances, le comité chargé de l'élaboration du standard a décidé de ne pas assurer la compatibilité complète avec l'ancienne norme BPON.
Un réseau GPON transporte habituellement des trames Ethernet. Mais, il est aussi théoriquement capable de transporter du trafic ATM.
Une trame GPON dispose intrinsèquement de mécanismes fonctionnellement importants, tels que :
- la gestion de la qualité de service (QoS) dès les couches de bas niveaux ;
- le chiffrement des données utilisant l'algorithme AES (en mode compteur), permettant une confidentialité point-à-point dans le sens descendant (central vers maison) sans devoir recourir à des protocoles de couches supérieures. Dans le sens montant cette confidentialité est intrinsèque à l'architecture d'un réseau PON.

## GPON et FTTH
L'architecture FTTH GPON est un modèle de déploiement de réseaux d'abonnés en fibre optique, exclusif de l'architecture concurrente FTTH P2P (point à point).
Contrairement au « FTTH P2P », le GPON multiplexe le trafic de plusieurs abonnés (généralement de 8 à 64) sur une même fibre optique en utilisant un multiplexage temporel de type TDMA pour partager dynamiquement la bande passante entre les abonnés actifs. Ce multiplexage s'applique dynamiquement dans les 2 sens de transmission.

### Schéma de déploiement

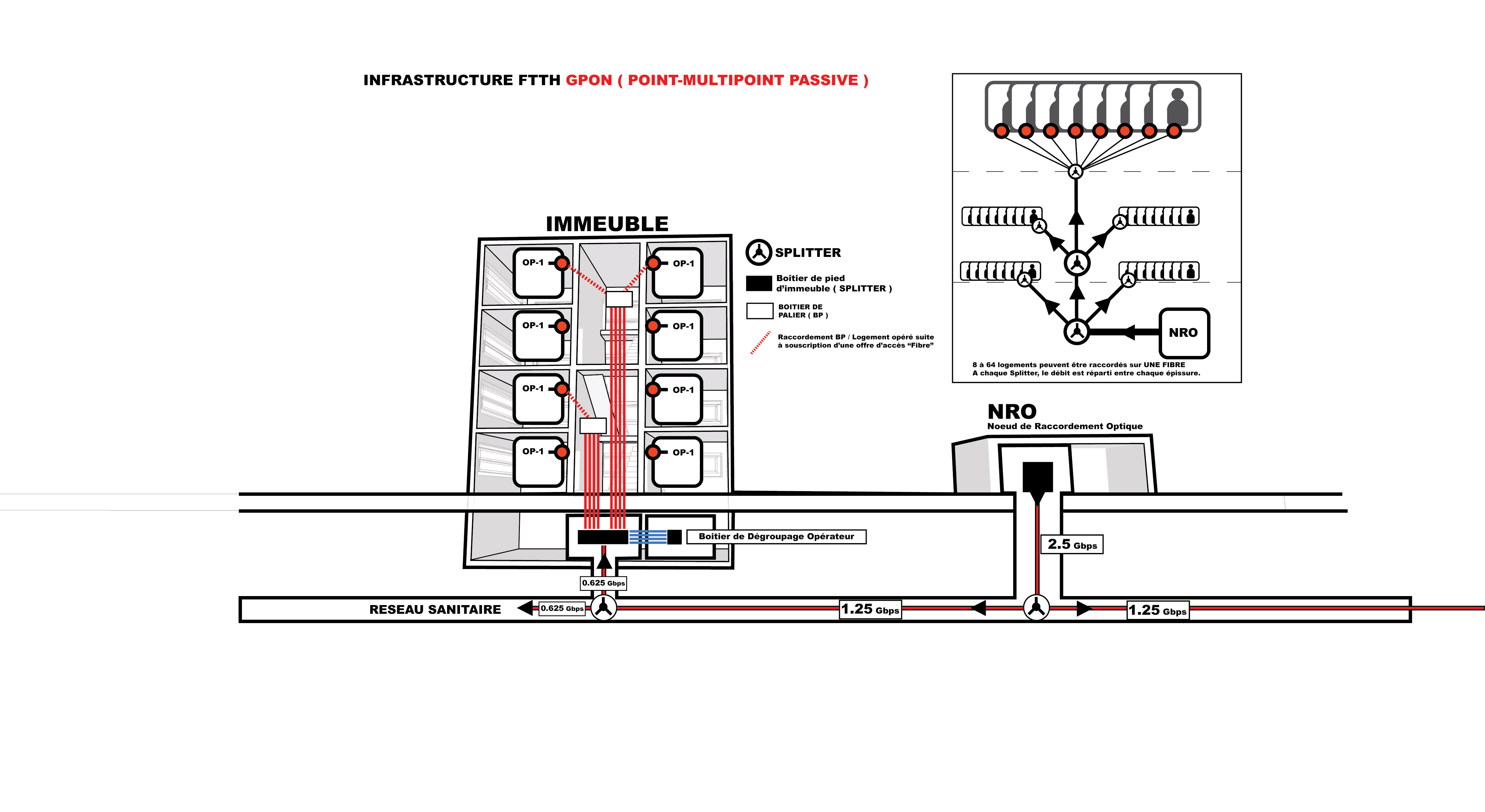
Structure d'un réseau FTTH GPON
Structure d'un réseau FTTH P2P

## Caractéristiques générales

### Débits
Les réseaux GPON permettent l'emploi de débits physiques inférieurs ou égaux à 2,4 Gbit/s. Toutefois, dans le cas des raccordements FTTH ou FTTC avec des lignes xDSL asymétriques, de tels débits à grande vitesse en amont peuvent ne pas être nécessaires. En conséquence, la première version de la norme G.984.1 (mars 2003) avait défini, pour les réseaux GPON, les sept combinaisons suivantes de vitesses de transmission :
| Débit descendant | Débit montant |
| ---------------- | ------------- |
| 1,2 Gbit/s       | 155 Mbit/s    |
| 1,2 Gbit/s       | 622 Mbit/s    |
| 1,2 Gbit/s       | 1,2 Gbit/s    |
| 2,4 Gbit/s       | 155 Mbit/s    |
| 2,4 Gbit/s       | 622 Mbit/s    |
| 2,4 Gbit/s       | 1,2 Gbit/s    |
| 2,4 Gbit/s       | 2,4 Gbit/s    |

La version suivante de la norme ITU (publiée en mars 2008) a réduit le nombre de combinaisons à deux pour limiter le nombre de variantes d'équipements (OLT et ONT) et faciliter leur interopérabilité :
| Débit descendant | Débit montant |
| ---------------- | ------------- |
| 2,4 Gbit/s       | 1,2 Gbit/s    |
| 2,4 Gbit/s       | 2,4 Gbit/s    |

La variante utilisant des fibres avec un débit de 2,4 Gbit/s en liaison descendante et 1,2 Gbit/s en liaison montante est la plus utilisée depuis le début des années 2010.
La vitesse de transmission autorisée pour un abonné est généralement inférieure à ces débits physiques (généralement entre 100 Mbit/s et 1 Gbit/s).

### Supports physiques

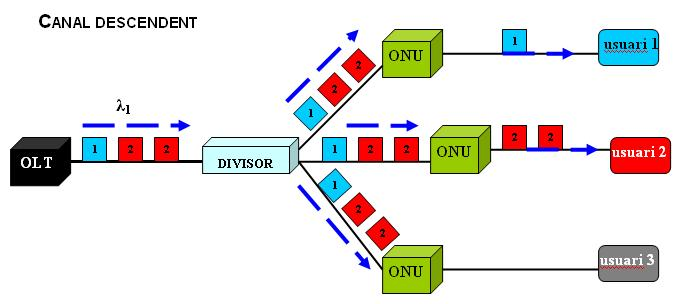
Réseau GPON, flux descendants vers 3 abonnés.

Les flux GPON sont transportés par des fibres optiques bidirectionnelles monomodes (SMF) en utilisant une longueur d’onde de 1 310 nm pour la liaison montante (depuis l’abonné) et de 1 490 nm pour la liaison descendante (du NRO ou du point de mutualisation vers les abonnés). Un « splitter » passif (coupleur optique) permet de distribuer le signal issu du NRO vers plusieurs abonnés (ONU).

### Portée physique
La portée physique est la distance physique maximale entre l'OLT (NRO) et les unités de terminaison d'abonné (ONU/ONT). Dans un réseau GPON, deux options sont définies pour la portée physique : 10 km et 20 km. La distance maximale dépend du type de la diode laser employée dans l'unité ONU (par exemple une diode laser Fabry-Perot : FP-LD, Fabry-Perot laser diode ou un laser DFB) et de l'atténuation du signal optique qui est principalement liée au nombre et aux types de splitters utilisés et au taux de division de la ligne.

### Taux de division
Fondamentalement, plus le taux de division est grand (le nombre d'abonnés/utilisateurs se partageant une fibre d'un réseau GPON), plus cela présente d'intérêt pour les opérateurs (diminution des coûts). Toutefois, un grand taux de division implique une répartition du signal optique sur plusieurs fibres (utilisation d'un splitter) et la nécessité de disposer d'une puissance plus importante pour compenser les atténuations liées au partage du signal descendant entre plusieurs abonnés (ONU) et pour prendre en compte la portée physique. Un taux de division élevé entraîne aussi un débit plus faible pour chaque abonné, quand plusieurs abonnés sont actifs au même instant.
Avec les techniques actuelles GPON, des taux de division pouvant atteindre une valeur de 1/64 pour la couche physique sont raisonnables. Toutefois, pour anticiper l'évolution des modules optiques, on peut envisager pour la couche de convergence de transmission des taux de division pouvant atteindre une valeur de 1/128.

### Sécurité
En raison de la nature multidestinataire du réseau PON (le fait qu'une fibre soit partagée entre plusieurs utilisateurs), le réseau GPON impose que des mécanismes de sécurité remplissent les obligations suivantes :
- Empêcher les utilisateurs de décoder facilement les données émises par l'OLT vers les autres abonnés grâce à un chiffrement des données basé sur le standard AES128.
- Empêcher les autres utilisateurs de se faire passer pour d'autres unités/terminaisons ONU/ONT ou pour d'autres utilisateurs qu'eux-mêmes.
- Permettre une mise en œuvre et une configuration facile des ONT.